# Landelijke fietsroute 40
De Landelijke fietsroute 40 of LF40 was een LF-route in het oosten van Nederland tussen Borculo en Zwilbroek, een route van ongeveer 18 kilometer. Het is een relatief korte verbindingsroute en heeft daarom geen naam.
Het fietspad ligt in de provincie Gelderland en verbindt de LF4 met de Euroroute R1 in Duitsland. De R1 voert verder richting Münster en het Weserbergland en door tot aan de grens met Polen.
De route van Borculo naar Zwilbroek heeft het nummer LF40a en de route van Zwilbroek naar Borculo LF40b.